# Mali rendžer
Mali rendžer јe 1. epizoda seriјala Mali rendžer (Kit Teler) premijerno objavljena u Italiji pod nazivom Il piccolo ranger, koja u izdanju Sergio Bonnelli Editore 15. juna 1958. godine.  Koštala јe 200 lira (0,32 $; 1,27 DEM). Epizodu je nacrtao Francesko Gamba, a scenario napisao Andrea Lavezzolo.

## Prvo objavljivanje u bivšoj Jugoslaviji
Epzioda je prvi put objavljena u bivšoj Jugoslaviji u Zlatnoj seriji #54 pod nazivom Lažni žig M-7 1970. godine. Reprizirana je u LMS #697 pod nazivom Lažni žig 1986. godine.

## Reprize u Hrvatskoj
U Hrvatskoj je ovu epizodu izdao Van Gogh, u martu 2006. godine, a Ludens u januaru 2014. godine.

## Spisak objavljenih epizoda u bivšoj Jugoslaviji
Pogledati posebnu odrednicu: Kit Teler (Spisak i sadržaj epizoda)